# Shiva Amini
Shiva Amini (en persan : شیوا امینی) est une futsaleuse iranienne qui jouait autrefois en faveur de l'équipe nationale iranienne.

## Biographie
Shiva Amini est née en 1368 dans le calendrier persan (1988-1989). « Je jouais au football depuis l’âge de 2 ans », dit-elle dans un interview à Iran Wire, « j'étais hyperactive et le football m'aidait à courir et décharger mon énergie ». Elle joue au football dans les rues avec les garçons de son âge. Elle avoue à Iran Wire que dans une certaine époque, elle se déguise en garçon portant le surnom masculin « Chahine » ; ce n'est pas qu'elle veuille nier son sexe, mais elle désire la liberté que les garçons éprouvent. À l'âge de 14 ans, elle devient la meilleure buteuse du futsal iranien. Elle est appelée en sélection, ce qui selon elle fut le pire évènement de sa vie.
Le 24 avril 2017, Shiva Amini partage sur son compte Instagram une vidéo d’elle jouant au football en Italie et en Autriche, avec des hommes et sans voile islamique. En commentaire, elle proclame que la Fédération iranienne de futsal mit en place des sanctions contre elle à cause de la publication de cette vidéo. La Fédération dément, expliquant qu'elle n’est pas appelée en sélection depuis les jeux asiatiques en salle au Vietnam 2009. Shiva Amini dit aux Observateurs de France 24 qu'elle ne joue plus après 2009 pour l'équipe nationale à cause de dissidences avec la Fédération, ne cessant jouer en club. En 2012, elle se blesse au ligament croisé et s'astreint à devenir entraîneuse. Après une saison, elle abandonne le futsal. Shiva Amini confirme à France 24 qu'aucune note officielle ne lui arrive pas de la part de la Fédération la privant de jouer au futsal en Iran.